# North Delhi
North Delhi är ett distrikt i Indien.   Det ligger i delstaten National Capital Territory of Delhi, i den norra delen av landet. Huvudstaden New Delhi ligger i North Delhi. Antalet invånare är 887 978. Arean är 59 kvadratkilometer. North Delhi gränsar till Ghaziabad och Central Delhi.
Terrängen i North Delhi är platt.
Följande samhällen finns i North Delhi:
- Delhi